# 刘一原
刘一原（1942年—），生于中國武汉市，是湖北美术学院中国画系教授，武汉市文史研究馆馆员。17岁即以仿制中国古代绘画为职业。1979年考取湖北美术学院中国画专业研究生，毕业后留校执教山水画和花鸟画，并从事现代水墨艺术的探索与研究。现潜心致力于"心象风景"水墨创作。出版《心象风景——刘一原水墨艺术》（人民美术出版社）。